# ريحانلوي عليا
ريحانلوي عليا (بالفارسية: ریحانلوی علیا) هي قرية تقع في أذربيجان الغربية في إيران. يقدر عدد سكانها بـ 177 نسمة بحسب إحصاء 2016.